# Ziziphus urbanii
Ziziphus urbanii är en brakvedsväxtart som beskrevs av Marshall Conring Johnston. Ziziphus urbanii ingår i släktet Ziziphus och familjen brakvedsväxter. Inga underarter finns listade i Catalogue of Life.